# Matthäus Ferdinand Sobek von Bilenberg

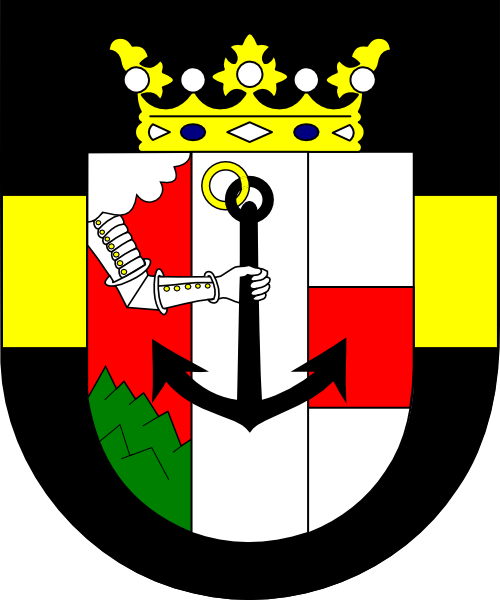
Wappen Matthäus Ferdinand Sobek von Bilenberg, Erzbischof von Prag (1669–1675)

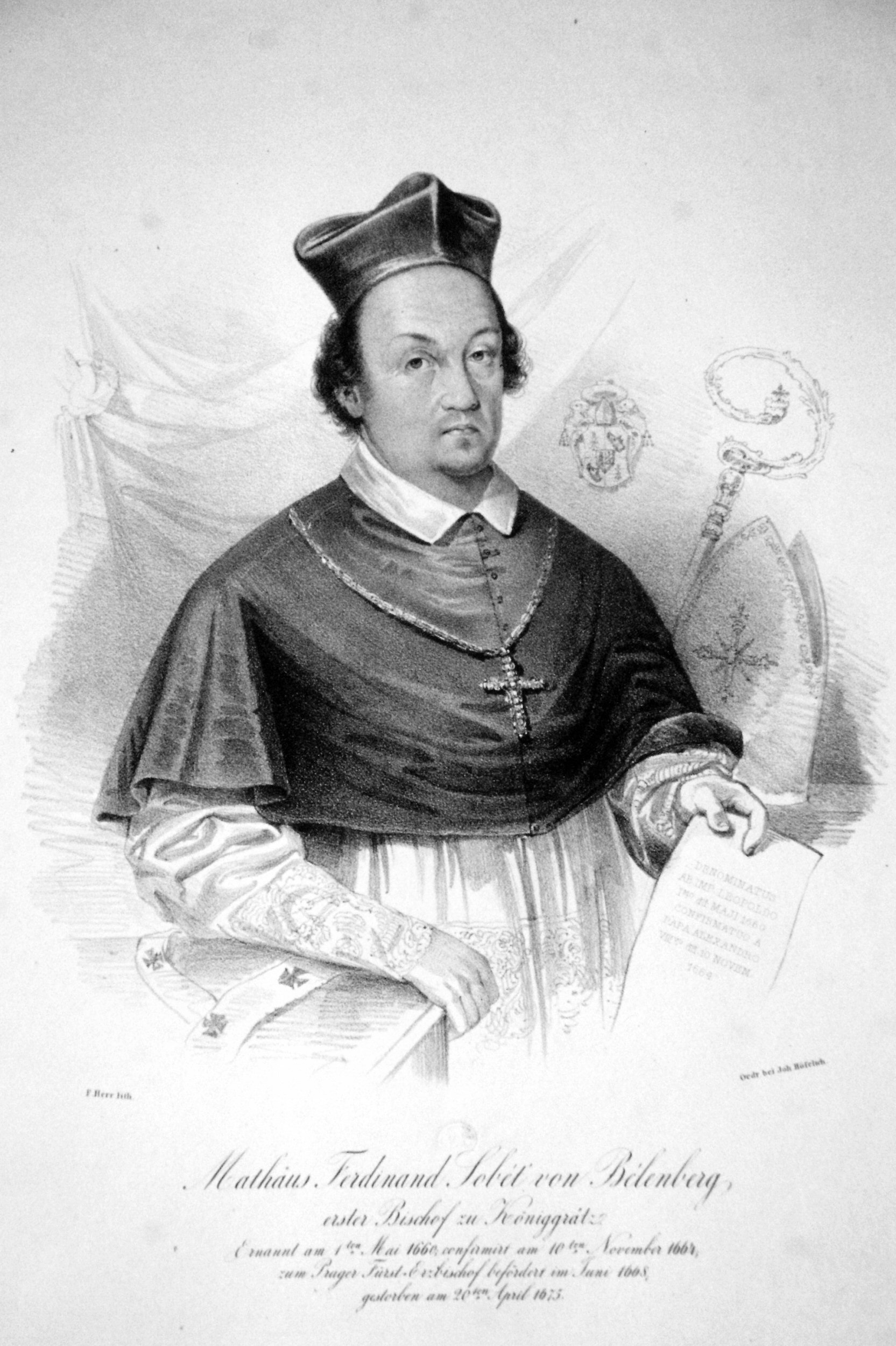
Matthäus Ferdinand Sobek, Lithographie von Faustin Herr

Matthäus Ferdinand Sobek von Bilenberg (tschechisch: Matouš Ferdinand Sobek z Bílenberka; * 19. September 1618 in Groß Raigern, Mähren; † 29. April 1675 in Prag) war der erste Bischof von Königgrätz und ab 1669 Erzbischof von Prag.

## Leben
Sobek besuchte 1624–1634 das Braunauer Klostergymnasium und studierte anschließend bis 1638 Theologie in Olmütz. Im selben Jahr trat er in das Kloster Braunau ein, wo er nach der Priesterweihe u. a. in den zum Kloster gehörenden Pfarreien seelsorglich tätig war. Nachdem er 1650 Abt von St. Niklas in Prag geworden war, wurde er 1655 Direktor für Steuer- und Finanzen sowie Mitglied der Reformkommission, die sich um die Rückgewinnung der zum Protestantismus übergetretenen Gläubigen bemühen sollte. Kaiser Leopold I. ernannte ihn 1658 zum Geheimen Rat und bestimmte ihn 1650 zum Oberhirten für das zu errichtende Bistum Königgrätz.
Wegen der schwierigen Verhandlungen um die Ausstattung und Verwaltung der neuen Diözese, für die das Erzbistum Prag ihr Diözesangebiet im Nordosten Böhmens abtreten musste, konnte Papst Alexander VII. die Bistumserhebung erst 1664 vornehmen und ernannte am 10. November d. J. Matthäus Ferdinand Sobek von Bilenberg zu dessen erstem Bischof. Die Bischofsweihe erfolgte am 15. März 1665 durch den Prager Erzbischof Ernst Adalbert von Harrach im Veitsdom. Da wegen Rechtsstreitigkeiten mit dem Königgrätzer Magistrat die Errichtung einer Bischofsresidenz vorerst nicht möglich war, musste der neu ernannte Bischof bei seinen Aufenthalten in der Stadt bei den Jesuiten wohnen.
Wohl deshalb nominierte ihn Leopold I. am 10. Juni 1668 zum Nachfolger des verstorbenen Prager Erzbischofs Johann Wilhelm Libštejnský von Kolowrat. Der päpstlichen Zustimmung vom 11. März 1669 folgte am 4. Mai d. J. die Inthronisation im Veitsdom.
In Prag ergriff Matthäus Ferdinand Maßnahmen zur Rekatholisierung und verlangte vom Klerus jährliche Berichte über deren Fortgang. Er förderte die Verbreitung der tschechischen Sprache und veranlasste eine Bibelsetzung ins Tschechische. Während seiner Amtszeit wurde das 700-jährige Bistumsjubiläum gefeiert und der Bau des unvollendeten Veitsdoms fortgesetzt. Zur Verehrung des Landespatrons wurde 1671 die Wenzelskapelle im Dom errichtet und St. Wenzels Namenstag zum öffentlichen Feiertag erklärt.
Während seiner Amtszeit wurden für das Bistum die Herrschaft Launowitz und die Burg Příbram erworben und auf dem Heiligen Berge die Seelsorge für die Wallfahrer eingerichtet. Nach seinem Tod wurden seinem Wunsch entsprechend sein Herz im Veitsdom, die inneren Organe in St. Niklas und sein Leib in der Braunauer Stiftskirche beigesetzt.